# ウォーリー (映画)
『ウォーリー』（原題: WALL・E）は、2008年に公開されたアメリカ合衆国の長編アニメーション映画。ピクサー・アニメーション・スタジオとウォルト・ディズニー・ピクチャーズが製作した全編CG映画である。

## 概要
アメリカ合衆国では2008年6月27日に3992館で公開され、6250万ドル（約66億円）を記録して初登場1位となる。7月4日には1億ドルを、8月1日には2億ドルを突破。日本では2008年12月5日に公開され、5億1000万円を記録して初登場1位となる。またピクサーの長編映画が日本で12月に公開されるのは2004年公開の「Mr.インクレディブル」以来4年ぶりとなる。
日本では2009年4月22日に、DVD・Blu-ray Discにてレンタル・販売を開始した。

## ストーリー
西暦2805年。人間は、汚染し尽くされた地球を捨て、全ての企業を統合した巨大企業BNL（Buy N Large、バイン・ラージ）の主導により、世代宇宙船「アクシオム（AXIOM）」で生活していた。
ゴミの山と化した地球で、ただ一つ動くものの姿があった。彼がこの物語の主人公、WALL・E（ウォーリー）である。ゴミ処理ロボットである彼は、人類が地球を去ってから700年間、何があっても、仲間たちが壊れて動かなくなっても、ただ黙々とゴミを圧縮し、積み上げ、塔を建て続けてきた。その過程で、彼は感情を持つというシステムエラーを起こしてしまう。
ある日、上空から巨大な宇宙船が着陸し、船内から機器を出し置く。中から白く輝くロボットEVE（イヴ）が現れ、周囲を探査し始める。宇宙船が去り幾つかの誤解や軋轢を経て、徐々にWALL・EとEVEは仲良くなっていく。しかしある時、WALL・Eの宝物の一つを見たEVEは、突然驚いたようにそれを収容すると、そのまま機能停止してしまう。さらにしばらく経ち、あの宇宙船が戻って来て、EVEを回収してしまう。WALL・EはEVEを追いかけ、宇宙船にしがみつき、地球を飛び出す。そして、ウォーリーの壮大なる宇宙の冒険が始まる。

## 登場キャラクター

### 主な登場人物
WALL・E（ウォーリー）
主人公。ゴミを集めて積み上げるという仕事を700年間続けている量産型のゴミ処理太陽ハイブリッドロボット。集めたゴミを体内に入れ、キューブ状に圧縮する機能を搭載している。壊れても他のパーツと交換する事で容易く修理可能な設計。両目の間には鉄をも切れる高熱レーザーを備える他、太陽エネルギーで彼の機関電池を充電するソーラーパネル、音声録音・再生機能、異常気象感知、そして自身をキューブ状に変形（収縮）するという機能を搭載している。彼以外にも無数のWALL・Eがいたが全て機能を停止しており、共食い整備の対象となっている。
性格は好奇心旺盛でちょっと寂しがり屋。長い年月の間に、感情を持つというシステムエラーが生じた。仕事の傍ら、趣味でゴミの山の中から自身の感性に合った宝物を集めている。宝物の1つ、ミュージカル映画『ハロー・ドーリー!』のビデオに憧れ、いつか誰かと手をつなぐことを夢みている。宝物の中には植物もあり、これが原因で宇宙に飛び出すことになる。
突如、地球にやって来たEVEに一目惚れして以来、彼女と手を繋ぐことを望むようになり、EVEが宇宙船アクシオムに回収されてからは彼女を追いかける為にアクシオムに乗り込み、そこで様々なトラブルを巻き起こしていく。
物語終盤でAUTOの一撃を受け損傷、さらにホロディテクターに挟まれて大破し、機能停止の状態になってしまう。地球帰還後にEVEの手で修理された際、当初は感情を失ったかのように思えたが、EVEが手を繋いでも反応がないことに絶望し、別れのキスをしたことで自我が戻り、彼女と結ばれる。
劇場パンフレットでは、性別は「男の子」と記されている。
ハル（Hal）
WALL・Eと生活を共にする相棒（ペット）のゴキブリ。
頑丈な甲殻を持っており、WALL・Eにうっかり踏み潰されたりEVEに光線銃で撃たれても生きている。
WALL・Eが宇宙へ旅立った際には地球に残され、大人しく帰りを待っていた。
名前の由来はアメリカの映画製作者のハル・ローチ及びHAL 9000から。
EVE（イヴ）
地球に派遣された植物探査ロボット。機体は白い卵型で、クールだが感情豊かな性格。
物質を分析するスキャナーを搭載している。武力行使が許可されているため右手には光線銃（ブラスター砲）を装備しており、巨大な岩や船を吹き飛ばす程の威力がある。また、WALL・Eと同様に彼女以外にも複数のEVEが存在する。
真面目な性格でいつも任務の事ばかり考えており、「植物を艦長の元へ届ける」という任務を忠実に守ろうとする。また、やや乱暴な所もあり、何かが起こる度に光線銃を発射している。当初はWALL・Eのことを全く意識していなかったものの、その一途さに徐々に惹かれていく。
WALL・Eが自身の宝物の1つである植物を見せられた途端、それを収納し休止状態になってしまう。
物語中盤において、記憶再生装置で機能停止中の映像を見て、WALL・Eがどれだけ自分に尽くしてくれたかを知る。また、彼がAUTOの攻撃を受けて傷ついた際には、自らの任務を放棄し彼の身を案じる優しさを見せた。この時点でWALL・Eを想う気持ちは強くなっており、地球に帰還した際に、ホロディテクターに挟まれて大破したWALL・Eを自らの手で修理した。
劇場パンフレットでは、性別は「女の子」と記されている。
また初回限定版DVD2Disc版の特典内で、EVEの趣味は「海辺を散歩すること」とされている。
B. マックリー艦長（Captain B. McCrea）
自然環境が破綻してしまった地球から脱出し、宇宙生活を送る巨大宇宙船アクシオムの6代目艦長。艦長室にあるホログラム式記念写真によれば2775年から就任しており、30年目。
日々の仕事は、AUTOが報告するアクシオムに異常の無い事の確認と、1日1回の朝の艦内放送だけである。
EVEが持ち帰った植物をきっかけに地球に興味を持ち、「仕事」や「何かを成し遂げること」に価値を見出だしてゆき、「故郷（地球）が問題を抱えている」として地球帰還を決意。最終的にはホバーチェアに頼らず自らの足で立ち、AUTOと戦って勝利を収めた。
操作マニュアルの本を「マヌエル」と呼ぶなど少々抜けているが、後半ではAUTOによって艦長室に軟禁されながらも、回線を繋ぎ換えて艦内に放送を流したりメインカメラの性能上の弱点を突くなど、知性と行動力を発揮した。
AUTO（オート）
アクシオムのオートパイロット。本作におけるディズニー・ヴィランズのポジションにある。操舵輪のような姿をしており、回すと実際にアクシオムが傾く。人工知能を搭載し、艦長に代わってアクシオムの操縦から艦内のシステム管理まで、実質的にそのほとんどを制御している。
マックリー艦長に忠実に仕える傍ら、シェルビー・フォースライトから「アクシオムを決して地球に帰還させてはならない」という内容の命令「A113」を極秘裏に与えられており、マックリー艦長に地球の情報を与えない、EVEが持ち帰って来た植物を処分しようとする等、あの手この手でWALL・Eや艦長の行動を妨害し、アクシオムの帰還を止めようとた。
最終的には事実を知ったマックリー艦長との格闘戦になり、その最中、ボディの根本にあった操縦モード切り替えスイッチを自動から手動に切り替えられたことで人工知能としてのAUTOは機能停止し、物語から退場した。以降はただの舵となる。
武器としては、致命的なダメージを与える強力なスタンガンを武装している。
赤い目のデザインはHAL 9000に敬意を表した物である。
M・O（モー）
除染ロボット。手に電動ブラシを搭載する。汚れの計測機能を持ち、あまりにも汚い物を発見すると頭部からパトライトが出てくる。エアロックに挟まれても潰れないどころか傷1つつかないなど、かなり頑丈。
元々EVEの清掃が任務だったが、地球からやって来た泥だらけのWALL・Eに出会い、彼を綺麗にするために後を執拗に追いかけ回した結果、自身もアクシオム下層のゴミ処理場まで落ち、廃棄用エアロックから艦外へ放出されかけているWALL・EとEVEを救出した。
これがきっかけでWALL・Eとの間に絆が深まり、行動を共にする。
重度の潔癖症らしく、顔を汚されると悲鳴を上げ、WALL・Eと握手する際も一度綺麗に掃除したにもかかわらず、わざわざ手を磨いてから改めて握手している。
地球に帰還したWALL・EとEVEが良い雰囲気になったのを確認すると、仲間のロボットを追い返すという気遣いを見せた。
ジョンとメアリー（John and Mary）
アクシオムで生活する一般市民。他の一般市民と同じくホバーチェアから一歩も動かずに、全てをロボット任せにしてただ生きているだけで、そのことに疑問すら抱かなかったが、WALL・Eと出会ったことがきっかけで二人は出会い、恋をする。
シェルビー・フォースライト（Shelby Forthright）
BNL社のCEOであり、当時の世界政府の大統領でもある。700年前の新聞と映像ファイルにのみ登場する。
地球の清掃プロジェクトを実行させた張本人だが、楽観視が災いしてプロジェクトは失敗という事態に追い込まれてしまった。
その後、地球環境の正常化は不可能だと判断し、AUTOのみに極秘ファイルを転送。そこで極秘任務であるコードネーム『A113』として絶対に地球に帰還してはいけないという指示を与え、「今後全てのアクシオム内の全権をAUTOに任せる」という艦長や乗員を無視した指令によって、AUTOの反乱の原因まで作ってしまった。その後、彼自身も地球から脱出しようとした模様だが、以降の消息は不明。
作中では、CGによるアニメーションではなく実写として登場している。

### その他のロボット達
BIRD・E（バーディー）
ゴルフの対戦用ロボット。
中の一体だけ打球が止まらないというエラーがあった。
BRL・A（ブレラ）
プールサイドの日傘型ロボット。
中の一体だけ傘を閉じられず、さかさまに開くというエラーがあり、後にWALL・Eと行動した。
傘は捕獲レーザーを反射するほど強い弾力性を持っている。
BUF・4（バッファー）
艦内研磨ロボット。EVEの清掃に関わる。
BURN・E（バーニー）
アクシオムの修理ロボット。艦外でスパイアを修理していたが、作業をしている間に一度艦外へ出たWALL・EとEVEが艦内へ戻るためにエアロックを使った事でエアロックが閉鎖され、自身は閉め出されてしまう。
この前後の物語は、本作のスピンオフ短編『バーニー』で描かれている。
CARSTIC（カースティック）
アクシオムの修理アーム型ロボット。
D・FIB（ディフィブ）
心室細動に陥った人を助ける除細動器型ロボット。「離れて」と音声を発する。
中の一体だけ電力をコントロールできず火災を起こすというエラーがあり、後にWALL・Eと行動する。
FIL・R（フィラー）
ロボット及び機材専用の水分補給タンク型ロボット。
DVD特典のBNL社内ビデオでもTANK・R（タンカー）として紹介されている。
FIX・IT（フィックシット）
アクシオムの修理用ロボット。
GO・4（ゴーファー）
SECUR・T達の主長ロボットで、AUTOの配下。
AUTOの指示により、機能停止中のEVEの体内から密かに植物を盗み、脱出用ポッドに載せて宇宙へ処分しようとした。後にAUTOと艦長の乱闘に加勢しようとしたが、振り回されていた艦長に蹴飛ばされてブリッジの窓から転落、プールサイドに叩き付けられて壊れた。
頭にパトランプと腹部に捕獲レーザー、細いアームを搭載している。
GRAB・E（グラビー）
重い器物を運ぶ、クロー付きの運搬ロボット。
HAN・S（ハンス）
マッサージロボット。
中の一体だけ腕を高速に振り回しながら暴走し、ボクサーのように相手に殴りかかるというエラーがあり、後にWALL・Eと行動する。
終盤で、WALL・E 達の行く手を阻むSECUR・T軍団を全滅させた。
L・T（リット）
小型照明用ロボット。
中の一体だけ暗所で遊ぶのが好きというエラーがあり、後にWALL・Eと行動する。
MVR・A
アクシオムの輸送用ロボット。
GO・4が前に乗れるようになっている。荷台にEVEを載せて輸送した。目が付いているが話さない。
MVR・E
WALL・Eや器物を運搬する輸送用ロボット。
NAN・E（ナニー）
幼児保護ロボット。
OP・T（オプティ）
アクシオムの走査ロボット。
POW・R（パワー）
電力供給ロボット。
PR・T（プリティ）
美容ロボット。様々な褒め言葉を話す機能もある。基本はピンク色だが、特典映像によれば水色のものも存在するようである。
中の一体だけ周囲にいる者を無差別に化粧してしまうというエラーがあり、後にWALL・Eと行動する。
REM・E（レミー）
ゴミ収集エリアなどのアクシオムの下部エリアに生息しているマウス（動物と機械）型ロボット。
存在理由は不明だが、機能停止中のEVEを再起動させるなど、少しだけ活躍した。
名前の由来はピクサーの前作映画『レミーのおいしいレストラン』に登場した主人公から。
SAUT・A（ソテイ）
料理ロボット。
SECUR・T（セキュリティー）
アクシオムの警備及び乗務員ロボットでAUTOの配下。黄色のランプとディスプレイを搭載する。音声は男声。艦内で発生したトラブルに即座に対処する。
武器は捕獲・フリーズレーザー。艦内の反乱対策として、指名手配ロボットの写真を撮影し、それを艦内中に公開して報告する機能を搭載している。
HAN・Sの暴走により全て破壊されるが、EVEがVN・GOを救出する際、中の一体だけ倉庫の中に閉じ込められた。
DVD特典のBNL社内ビデオでもスチュワード（STEWARD）として紹介されている。
SPR・A（スプレイ）
汚れたEVEを水飛沫で綺麗にした高圧洗浄用ロボット。
SR・V（サーヴ）
テニスの対戦ロボット。
中の一体だけサーブが止まらないというエラーがあった。
DVD特典のBNL社内ビデオでもTEN・S(テニス)として紹介されている。
THIRST・E（サースティー）
乗客達に飲み物を与えるサービスロボット。
TYP・E（タイピー）
秘書ロボット、及びエレベータ看守ロボット。
WALL・Eとの出会いで、手を振るという挨拶の仕方を覚えた。
VAQ・M（バキューム）
アクシオムの掃除用ロボット。
中の一体だけ吸引する度にくしゃみをするというアレルギー的なエラーがあり、後にWALL・Eと行動する。
VEND・R（ヴェンダー）
乗客専用の飲食運搬ロボット。
VN・GO（ヴァンゴー）
塗装ロボット。
中の一体だけあちらこちらをペンキで汚すというエラーがあり、後にWALL・Eと行動する。
名前の由来は画家のフィンセント・ファン・ゴッホ。
WALL・A（ウォーラー）
Waste Allocation Load Lifter - Axiom Class(ゴミ配置積載運搬機アクシオム配備型）の略。
アクシオム下層のゴミ処理所で2体稼働しているロボット。アクシオムから出たゴミを圧縮して、廃棄用エアロックで艦外へ廃棄する。
構造はWALL・Eと似ているが、WALL・Eに比べて体が非常に大きく、録音装置や高熱レーザーなどの機能は省略されている。また、目は4つのライトになっている。
多少は感情があるようで、飛び去っていく一行に対して手を振っていた。
DVD・Blu-rayの映像特典として収録された未公開シーンでは、WALL・Eの頭を撫でるシーンが確認できる。

## 声の出演
| 役名                   | 英語版                     | 吹替                                          | 吹替                   | 吹替                    |
| 役名                   | 英語版                     | 日本語版                                      | フランス語版           | ドイツ語版              |
| ---------------------- | -------------------------- | --------------------------------------------- | ---------------------- | ----------------------- |
| ウォーリー             | ベン・バート               | 横堀悦夫                                      | Philippe Bozo          | Timmo Niesner           |
| イヴ                   | エリッサ・ナイト           | 園崎未恵                                      | Marie-Eugénie Maréchal | Luise Helm              |
| 艦長                   | ジェフ・ガーリン           | 草刈正雄                                      | Emmanuel Jacomy        | Markus Maria Profitlich |
| BNL会長 ※実写          | フレッド・ウィラード       | 小川真司                                      | Hervé Jolly            | Hans-Jürgen Dittberner  |
| オート                 | マッキントーク             | 江原正士                                      | パトリック・オズモンド | Joachim Kerzel          |
| モー                   | ベン・バート               | 吉野裕行                                      | Mark Lesser            | Bernhard Völger         |
| ジョン                 | ジョン・ラッツェンバーガー | 立木文彦                                      | Jean Francois Aupied   | Marco Kröger            |
| メアリー               | キャシー・ナジミー         | さとうあい                                    | Brigitte Virtudes      | Almut Zydra             |
| アクシオムコンピュータ | シガニー・ウィーバー       | 小山茉美                                      | Pascale Clark          | Ulrike Stürzbecher      |
| セキュリティー         | テディ・ニュートン         | 山野井仁                                      |                        |                         |
| プリティ               | ローリ・リチャードソン     |                                               |                        |                         |
| ディフィブ             |                            | 遠藤舞                                        |                        |                         |
| ナニー                 | トレス・マクニール         |                                               |                        |                         |
| バーニー               | アンガス・マクレーン       | 原語版流用                                    |                        |                         |
| 人間                   |                            | 朝倉栄介 水落幸子 奈良徹 小形満 斉藤貴美子 他 |                        |                         |

- ウォーリーとイヴは「地球」「命令」「だめ、だめ」などはっきり喋った言葉のみ吹き替えられており、ウォーリーの「here」や「Look」などの短いセリフや、名前を呼ぶ声、驚き声などは原語のままとなっている。モーについては「外来の汚染物質」などの検知音声、セリフとしては最後の「行って、行って、行って」の一言のみ吹き替えられた。また乗客のガヤは一部原語版を流用している。

## スタッフ
- 監督：アンドリュー・スタントン
- 製作総指揮：ジョン・ラセター、ピート・ドクター
- 製作：ジム・モリス
- 原案：アンドリュー・スタントン、ピート・ドクター
- 脚本：アンドリュー・スタントン、ジム・リードン
- プロダクションデザイン：ラルフ・エグルストン
- 音楽：トーマス・ニューマン
- サウンドデザイン：ベン・バート
- 実写パートSFX：インダストリアル・ライト&マジック

## 主な受賞
- 第80回ナショナル・ボード・オブ・レビュー：アニメ映画賞
- 第34回ロサンゼルス映画批評家協会賞：作品賞
- 第13回サテライト賞：アニメ映画賞
- ボストン映画批評家協会賞：作品賞、アニメ映画賞
- シカゴ映画批評家協会賞：作品賞、アニメ映画賞、脚本賞、作曲賞
- 第74回ニューヨーク映画批評家協会賞：アニメ映画賞
- ヒューストン映画批評家協会賞：アニメ映画賞、作曲賞
- 第66回ゴールデングローブ賞：アニメ賞
- 第81回アカデミー賞：長編アニメ映画賞（脚本賞・作曲賞・歌曲賞・音響編集賞・録音賞にノミネート）[5]
- 第35回サターン賞：アニメ映画賞
- 映画館大賞「映画館スタッフが選ぶ、2008年に最もスクリーンで輝いた映画」第21位
- 第14回アニメーション神戸賞作品賞・劇場部門[6][7]
- 東京アニメアワード2010優秀賞海外劇場部門[8]

## 音楽
サウンドトラック (Walt Disney Records/Music Composed by Thomas Newman, Peter Gabriel)
1. 日曜日は晴着で（Put On Your Sunday Clothes/マイケル・クロフォード（en:Michael Crawford））
2. 西暦2815年（2815 A.D.）
3. ウォーリー（Wall-E）
4. 宇宙船の着陸（The Spaceship）
5. イヴ（EVE）
6. 探査（Thrust）
7. 二人でプチプチ（Bubble Wrap）
8. バラ色の人生（La Vie En Rose/ルイ・アームストロング）
9. 壊れたカメラアイ（Eye Surgery）
10. イヴの異変（Worry Wait）
11. はじめてのデート（First Date）
12. 連れ去られたイヴ（Eve Retrieve）
13. 宇宙船アクシオム号（The Axiom）
14. 巨大企業BNL（BNL）
15. 外来汚染物質（Foreign Contaminant）
16. 修理室（Repair Ward）
17. 快適な生活（72 Degrees and Sunny）
18. タイピング・ロボット（Typingbot）
19. 艦長のお仕事タイム（Septuacentennial）
20. ゴーファー（GOPHER）
21. ウォーリー危機一髪（Wall-E's Pod Adventure）
22. 宇宙空間でダンスを（Define Dancing）
23. 夜のプールサイド（No Splashing No Diving）
24. 無償の愛（All That Love's About）
25. お掃除ロボットモー（M-O）
26. 命令 A-113（Directive A-113）
27. 反乱!（Mutiny!）
28. 傷ついたウォーリー（Fixing Wall-E）
29. 危険なロボット（Rogue Robots）
30. 太っちょ人間大行進（March of the Gels）
31. アクシオム号は大パニック!（Tilt）
32. ホロディテクター（The Holo-Detector）
33. ハイパージャンプ（Hyperjump）
34. ウォーリーを救え!（Desperate Eve）
35. 消えた心（Static）
36. ほんの一瞬のこと（It Only Takes A Moment/マイケル・クロフォード）
37. ダウン・トゥ・アース（Down To Earth/ピーター・ガブリエル）
38. ホライゾン 12.2（Horizon 12.2）

（第81回アカデミー賞にて、作曲賞・歌曲賞にノミネートされている。）
その他楽曲（予告編挿入曲等）
- Central Services/The Office：『未来世紀ブラジル』より
- 大脱走のテーマ曲
- At Last:Etta James(エタ・ジェイムス)

## トリビア
ウォーリー
- ウォーリーは太陽電池で動いているが、充電完了時もしくは再起動した時の起動音はMacintoshの起動音である。
- ウォーリーがiPodを使って動画を再生しているシーンがある。なお、ビデオテープを鑑賞しているシーンはiPodの液晶画面を拡大スクリーンに投影してテレビの代わりにしている模様。
- ウォーリーお気に入りのビデオは、ベータマックス規格で、テープはEDベータ、もしくはベータカムである。
- ウォーリーが停止中のイヴとテレビゲームで遊んでいるシーンがあるが、ここで遊んでいるゲームはポン (PONG) という世界で2番目に作られ、世界で初めてヒットを記録したアーケード（業務用）ゲームとしてよく知られているものである。また、PONGは、ピクサー会長のスティーブ・ジョブズゆかりのゲームでもある。
- 公開当時、ウォーリーの顔が、映画『ショート・サーキット』のナンバー・ファイブに似ていると話題になった。

イヴ
- 劇場パンフレットではイヴの身体は「iPodがロボットになったような美しさ」との記述があるが、イヴのデザインはピクサーのクリエイター達によるもの。iPodのデザインチームのトップデザイナーであるジョナサン・アイブは、イヴのプロトタイプを見て2,3のアドバイスをしている。
- イヴが地球の空に高速で飛ぶときに、ベイパーコーンとも呼ばれる円錐型の雲が発生する。
- イヴが最初にウォーリーに「（あなたに与えられた）指令は?」（日本語吹き替え版では「メイレイ？」）と話しかける時の言語は、ドイツ語→日本語→スワヒリ語→英語の順になっている。ただし、日本語吹き替え版では日本語と英語の順序が逆になっている。

音源
- オートの英語版の声は、Macintoshの音声合成ソフトであるMacinTalkで作成されている。
- ウォーリーとモーの英語版の声を担当したベン・バートは、『スター・ウォーズシリーズ』の音響エンジニアを勤めており、R2-D2やチューバッカの声も作成している。
  - このため、DVD特典映像のスタッフ解説中に、イヴにチューバッカ語を喋らせるよう嘆願し、1語だけ叶えられたとの解説がある。

- 風の音は、ナイアガラの滝の音から作られた。
- ゴキブリのHALの鳴き声は、アライグマの鳴き声の早回しを加工している。

その他
- アクシオムとイヴはそれぞれノアの方舟とその話に出てくる鳩のメタファーとされる 。
- 『2001年宇宙の旅』からのオマージュが多く、例えば艦長が2本足で立ち上がる際のBGMとしてリヒャルト・シュトラウスの『ツァラトゥストラはかく語りき』が鳴り響く。
- 作中ではシェルビー・フォースライトや初代艦長など、700年前の映像等に登場する人物がCGではなく実写となっている。これはDVDの本編解説によると、ウォーリーが観ている『ハロー・ドーリー!』のビデオが実写であることから、ウォーリーが観る過去の映像も合わせて実写としたためとされる。
- ピクサー映画に毎回登場する「A113」は、本作ではオートの極秘任務のコードネームとして登場する。他作品では特に意味を成さない事が多いのに対し、本作では大きく表示されたり台詞として読み上げられるなど、「A113」が作中で重要な意味を持つ珍しい作品でもある。
- ウォーリーの集めた宝物の中に、過去のピクサー作品のキャラクターである、レックスとマイク・ワゾウスキの人形がある。また、廃墟のゴミの山の中に、同じく過去作品のどこかに必ず写っているピザ・プラネットのトラックがある。
- ウォーリーがイヴを回収した宇宙船にしがみついて地球を脱出するシーンでは、スペースデブリとなった人工衛星の中にスプートニク1号が混じっており、ウォーリーの頭部に最後まで張り付いていた。月面にはアポロ15、16、17号のいずれかの物と思われる月着陸船下降段と星条旗、月面車が残存している様子が描かれている。地上にはBNL社のロゴが入ったアポロ宇宙船の司令船が残っている。
- 作中序盤のホログラム映像や、BNL会長の「オートパイロットの諸君」という台詞からアクシオム艦は複数あると推測されるが作中には1隻しか登場せず、他のアクシオム艦がどうなったかは描かれていない。
- アクシオムの歴代艦長はいずれも在任期間が150年近くに達している。アクシオムに搭乗している人類は、肥満化し運動能力こそ落ちているものの、非常に高度な医療技術で長寿を獲得している模様である。また、歴代艦長のホログラム写真は世代を重ねるに連れてオートが大きく撮影されており、オートの影響力拡大を暗喩している。
- ゴミの中には2006年の映画「カーズ」で登場した企業「リークレス」のロゴが付いたボトルや、前作「レミーのおいしいレストラン」でスキナーがレミーとの追いかけっこの際に使用したスクーターが紛れている。
- エンドロール後のピクサーのロゴタイトルでは、おなじみのルクソーJr.の電球が切れてしまったのをウォーリーが現れて交換してやり、さらにロゴの「R」の字を倒してしまい代わりに自分がRの格好をするというコントが加えられている。そして、ピクサーのロゴが消えた直後にBNLのロゴが現れるというおまけもある。
  - 上記の交換された電球は、切れた電球が白熱球だが、ウォーリーが持ってきたものは蛍光管タイプである。ルクソーJr.が正面を向くと中の蛍光管のラインが見える。

- エンドロールにて「ジャスティン・ライト」の追悼シーンが存在する。ライトは1981年3月8日カリフォルニア州サクラメントの出身で、2008年3月18日にピクサーの本社所在地であるカリフォルニア州エメリービルで27歳という若さで亡くなった。これによりカーズのジョー・ランフト追悼シーンから3作品連続でスタッフ追悼シーンが存在する。
- 本作より、最初のオープニングが眠れる森の美女の城verからシンデレラ城verに変更となった。

## テレビ放送
- 2010年4月24日　ディズニーチャンネル
- 2012年3月24日　NHK BSプレミアム(“BSシネマ”)
- 2012年5月5日　NHK総合テレビジョン
- 2016年7月17日　Dlife

## テレビゲーム
映画中における、ウォーリーとイヴの交流をもとに描いたテレビゲームがTHQから発売された。アクションアドベンチャーゲームで、対戦プレイや一部機種では協力プレイも可能。面数は機種によって異なる。